# Варжинка
Варжинка (укр. Варжинка; до 2016 года — Ленинка, укр. Ленінка) — село на Украине, находится в Жмеринском районе Винницкой области.
Код КОАТУУ — 0521086806. Население по переписи 2001 года составляет 34 человека. Почтовый индекс — 23152. Телефонный код — 4332.
Занимает площадь 0,121 км².

## Адрес местного совета
23152, Винницкая область, Жмеринский р-н, с. Телелинцы